# Сен-Лари-Сулан
Сен-Лари́-Сула́н (фр. Saint-Lary-Soulan, окс. Sent Lari e Sola) — коммуна во Франции, находится в регионе Юг — Пиренеи. Департамент — Верхние Пиренеи. Входит в состав кантона Вьель-Ор. Округ коммуны — Баньер-де-Бигор.
Код INSEE коммуны — 65388.

## География
Коммуна расположена приблизительно в 690 км к югу от Парижа, в 130 км юго-западнее Тулузы, в 55 км к юго-востоку от Тарба.
Коммуна расположена в долине Ор. По территории коммуны протекает река Нест-д’Ор.

## Климат
Климат умеренно-океанический с солнечной тёплой погодой и обильными осадками на протяжении практически всего года.

## Население
Население коммуны на 2010 год составляло 885 человек.
| 1962 | 1968 | 1975 | 1982 | 1990 | 1999 | 2010 |
| ---- | ---- | ---- | ---- | ---- | ---- | ---- |
| 556  | 687  | 710  | 921  | 1108 | 1025 | 885  |

## Администрация
| Период | Период | Фамилия      | Партия        | Примечания |
| ------ | ------ | ------------ | ------------- | ---------- |
| 1945   | 1991   | Венсан Мир   | Разные правые |            |
| 1991   | 2020   | Жан-Анри Мир | Разные правые |            |

## Экономика
В 2010 году среди 625 человек трудоспособного возраста (15-64 лет) 525 были экономически активными, 100 — неактивными (показатель активности — 84,0 %, в 1999 году было 80,1 %). Из 525 активных жителей работали 501 человек (275 мужчин и 226 женщин), безработных было 24 (12 мужчин и 12 женщин). Среди 100 неактивных 28 человек были учениками или студентами, 43 — пенсионерами, 29 были неактивными по другим причинам.

## Достопримечательности
- Церковь Св. Бертранда (XX век)
- Церковь Св. Петра (XVII век)
- Часовня Нотр-Дам (XIX век)
- Термы

## Города-побратимы
- Больтанья (Испания)

## Фотогалерея

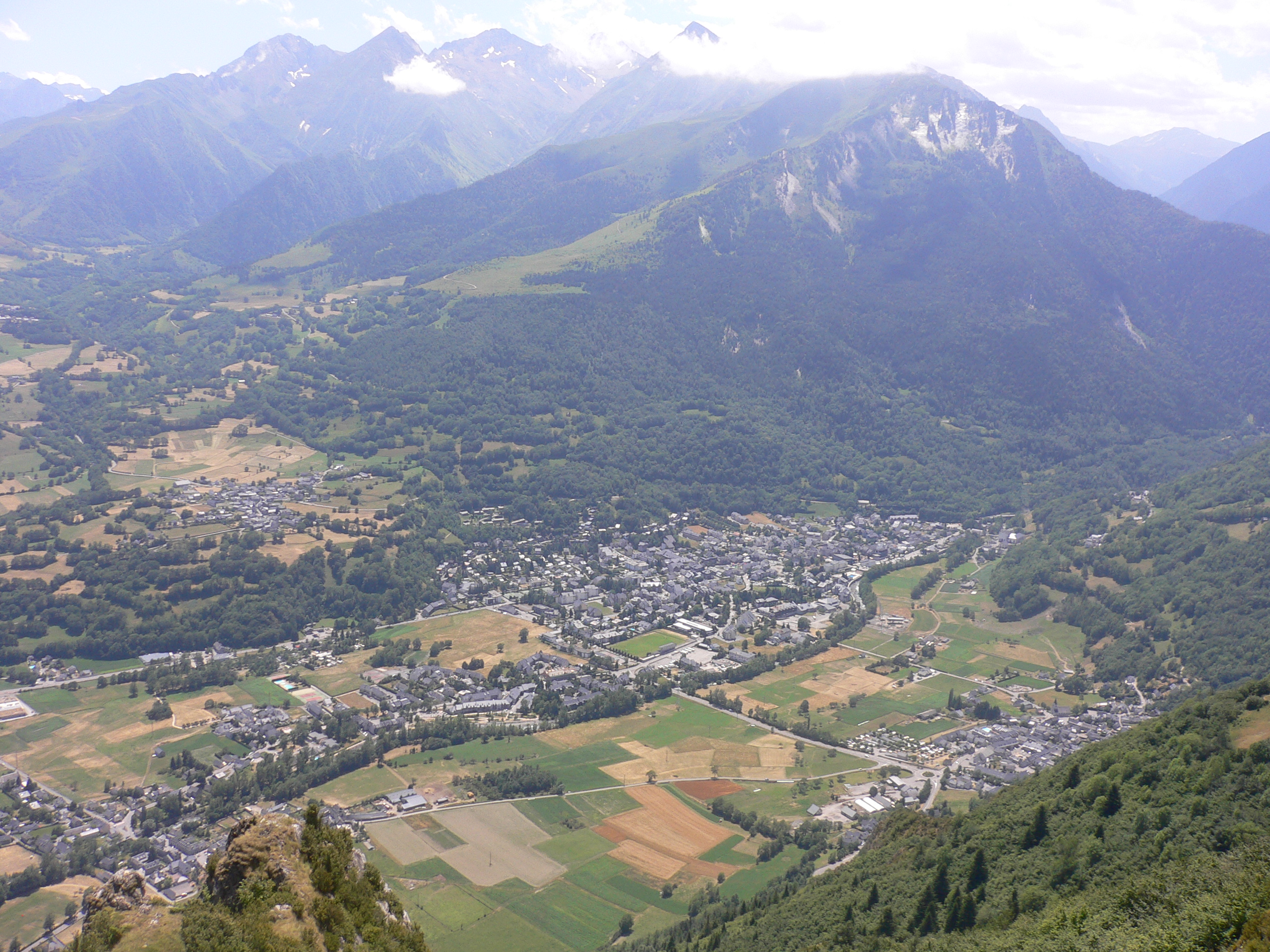
Сен-Лари-Сулан
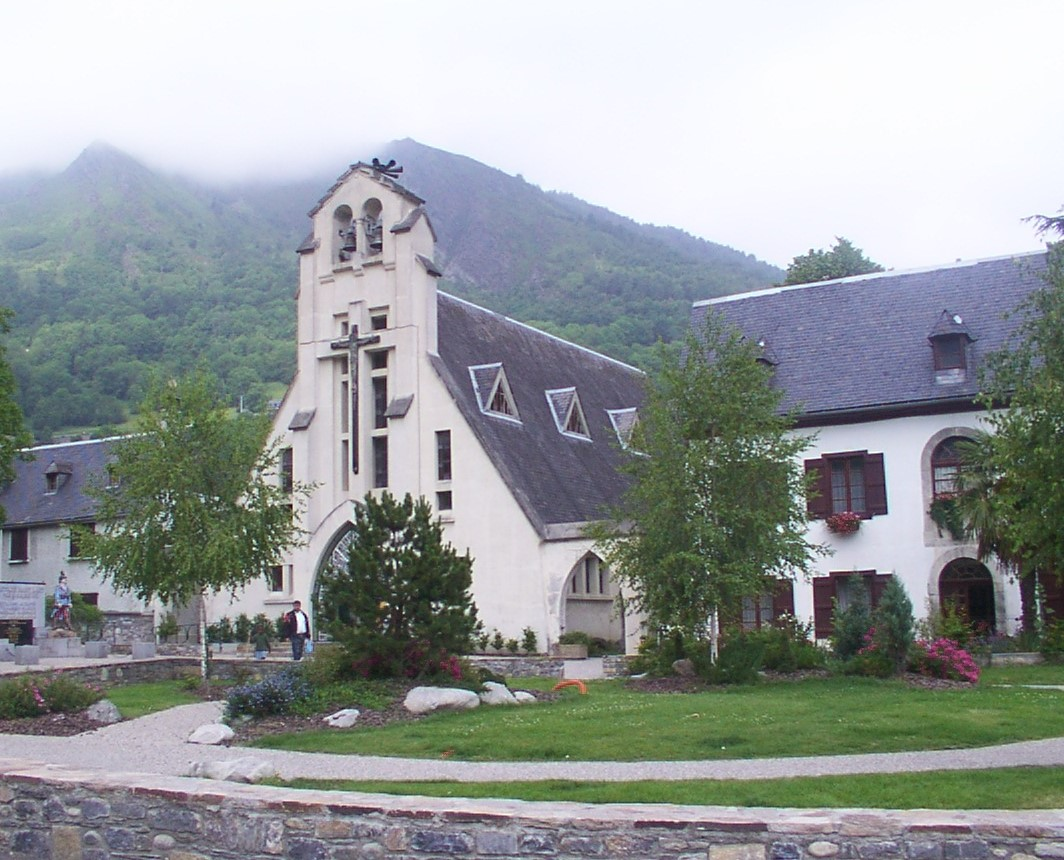
Церковь Св. Бертрана
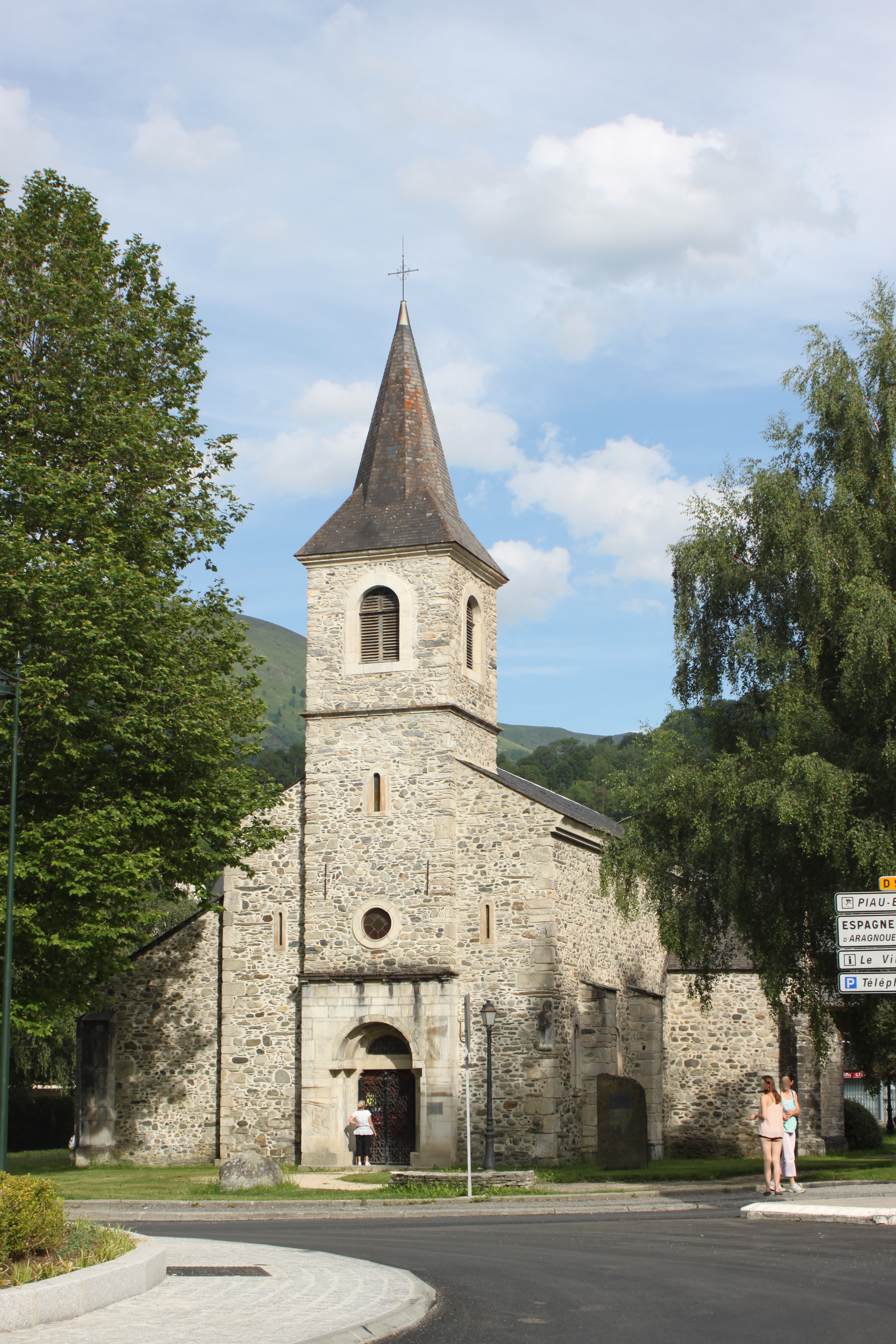
Часовня Нотр-Дам
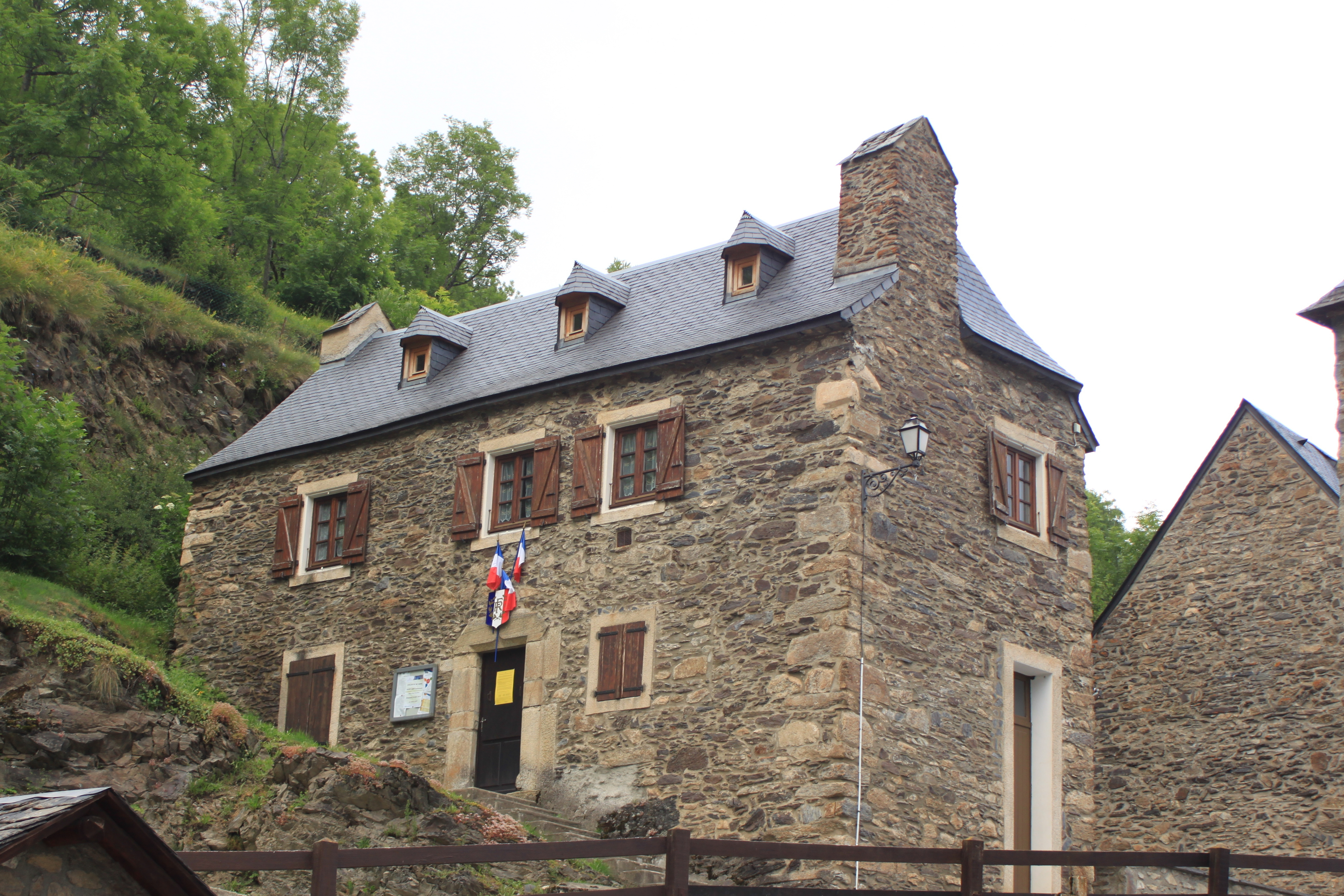
Мэрия
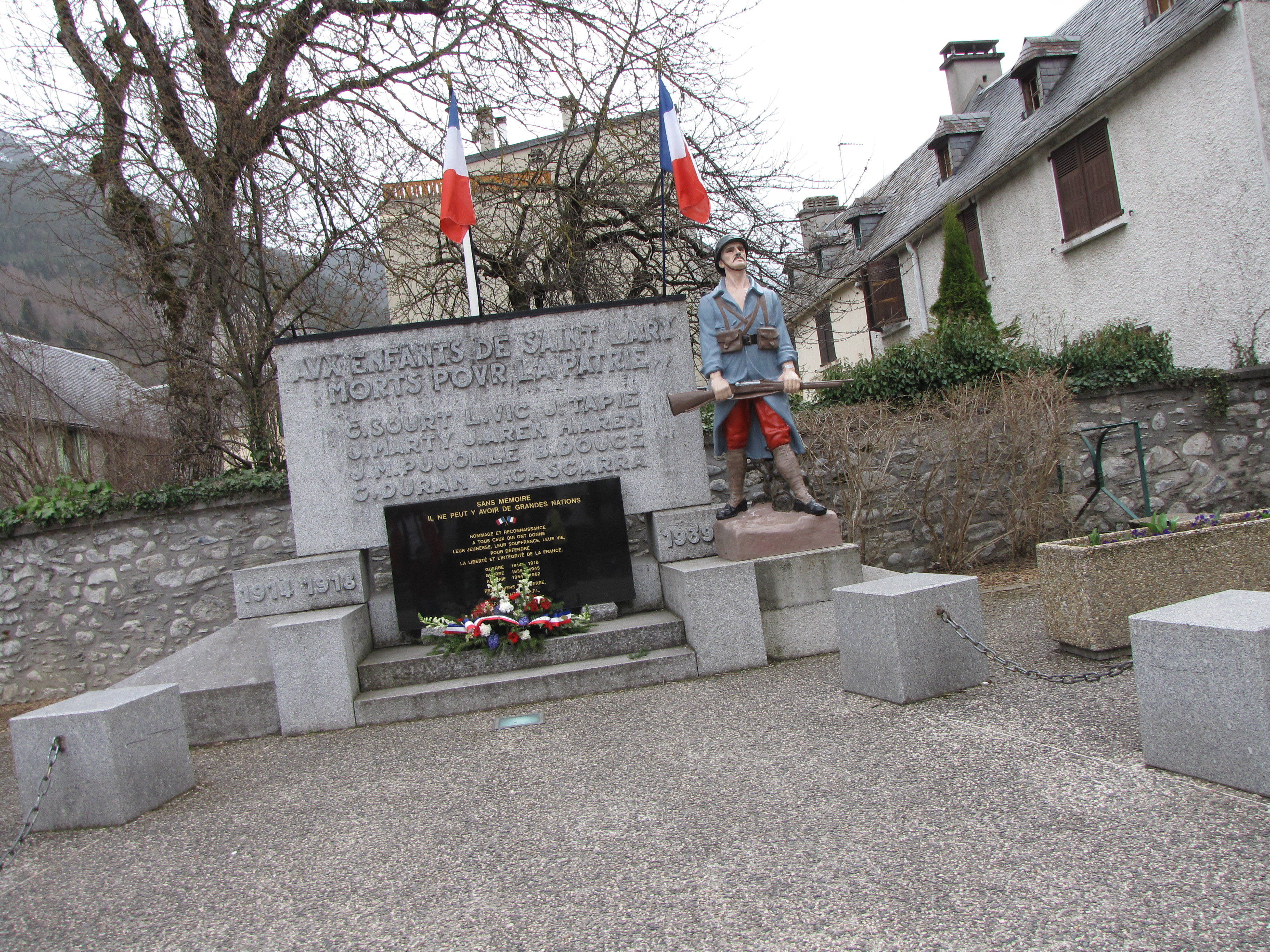
Военный мемориал
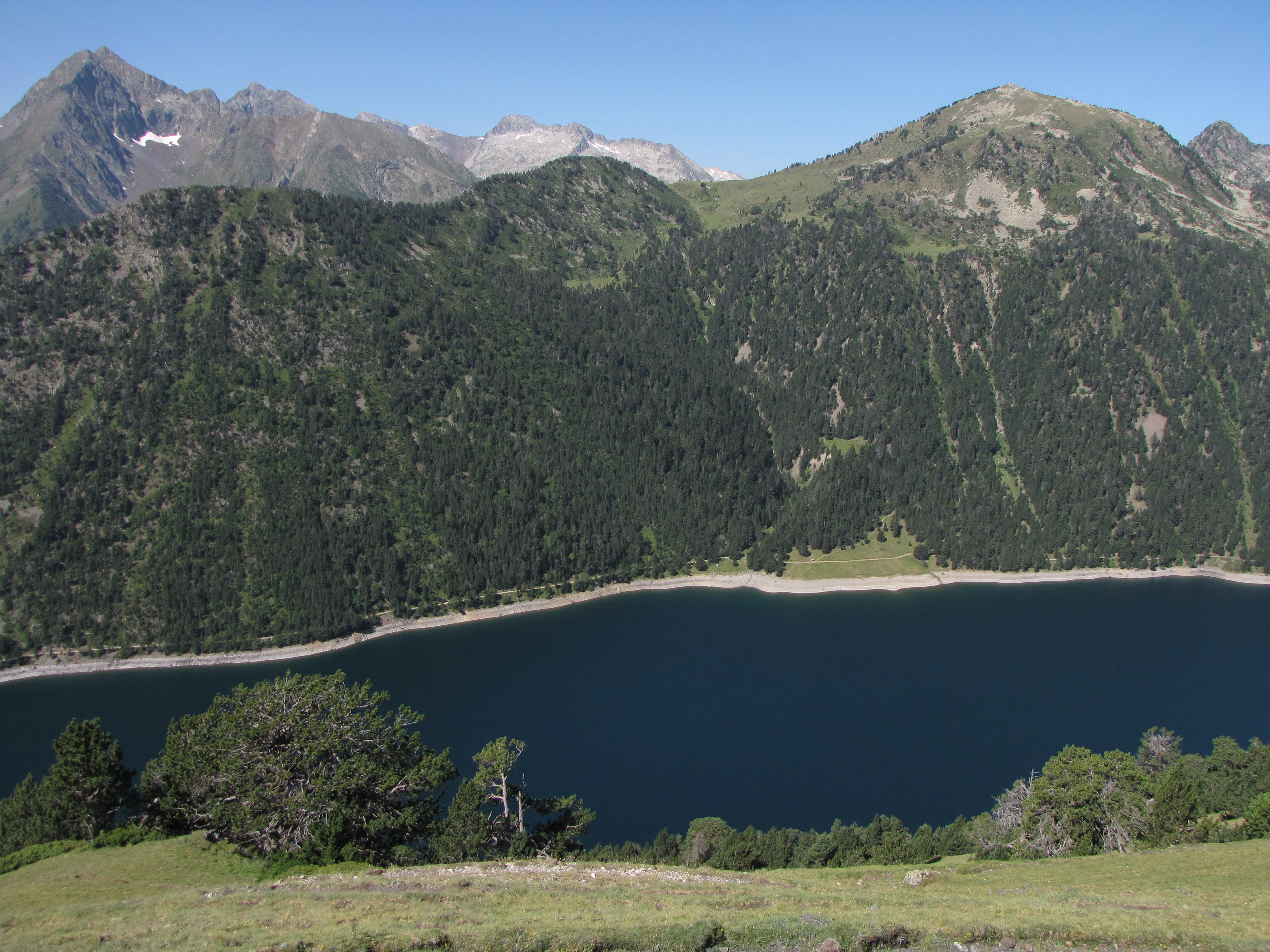
Озеро Уль[англ.]